# Raymond’s Hill
Raymond’s Hill – osada w Anglii, w Devon. Leży 40,3 km od miasta Exeter, 93,9 km od miasta Plymouth i 218,1 km od Londynu. W 2015 miejscowość liczyła 803 mieszkańców.